# Antonio Vinciguerra
(Antonio Vinciguerra)
Antonio Vinciguerra (Livorno, 12 febbraio 1937) è un pittore, scultore e disegnatore italiano.

## Biografia
Nato in una famiglia di musicisti, nonostante dimostri una precoce disposizione al disegno (incomincia a disegnare all'età di tre anni quando la carta gialla della spesa ed il tavolo di cucina accolgono le sue prime gioiose fatiche) e il giudizio favorevole del suo primo maestro Eugenio Carraresi, non viene indirizzato verso studi artistici, ma frequenta l'Istituto Tecnico, lavorando poi come cartellonista, operatore e programmatore meccanografico; nel frattempo però coltiva con tenacia la sua passione fino al 1970 quando decide di fare della pittura la sua professione.
Decisivo il suo incontro con Pablo Picasso, conosciuto nel 1959 a Vallauris in occasione di una mostra di ceramiche dell'artista spagnolo, che lo influenzerà e lo spingerà sempre di più ad approfondire la sua attitudine per l'arte.
Nel 1965 conosce il maestro livornese Giovanni March ed è invitato a far parte del movimento storico Gruppo Labronico.
L'amore per la pittura francese (vive per un breve periodo a Parigi ospite nello studio del pittore Daniel Schinasi in rue du Mont Cenis a Montmartre), accende la sua tavolozza di stampo tonale, come quella del suo maestro Giovanni March, conducendolo verso un uso del colore forte e deciso alla maniera dei Fauves.
Nel 1976 incontra Mino Maccari nel suo studio a Cinquale che, affascinato dall'incisività del suo segno, lo segnala allo storico dell'arte Federico Zeri.
Nel 1977 hanno inizio una serie di mostre negli USA tra cui quella alla Frank V. de Bellis Collection di San Francisco. Nello stesso anno John Wilson, fiduciario del Boston Museum of Fine Art, acquista alcuni suoi dipinti.
L'arte di Vinciguerra, in questo periodo assume una svolta in direzione metafisica dove lo spaesamento d'ascendenza surrealista si coniuga con elementi vicini all'arte concettuale suscitando la stima e l'interesse critico dello storico Antonello Trombadori che lo presenterà in articoli su riviste specializzate e in testi monografici.
Sul principio degli anni ottanta inizia ad interessarsi alla scultura iniziando a frequentare le fonderie artistiche di Pietrasanta. Del 1983 è la sua prima opera pubblica a Livorno, dove realizza, per il centenario della difesa dall'invasione austriaca, un bassorilievo in bronzo per la storica Porta San Marco. Questa sarà la prima di una serie di numerose opere pubbliche la più suggestiva delle quali è il portale centrale del Duomo di Livorno, realizzato per ricordare il 400º anniversario della fondazione della città ricorso nel 2006, e
il bronzo di papa Wojtyla che si trova nella piazza del Santuario di Montenero. Ma ci sono anche le 15 sculture della Via Crucis e i dipinti per la chiesa di Santa Lucia Nuova in Banditella, il bronzo dell'Ultima Cena e San Francesco alla chiesa di Santa Lucia di Antignano, le tre pale dipinte per l'altare maggiore e la porta in bronzo della chiesa di San Jacopo in Acquaviva, per poi arrivare alle realizzazioni per lo storico Complesso "A. Gherardesca" dove Vinciguerra ha dipinto affreschi e trompe l'œil riguardanti ancora una volta la storia della città e la scultura d'acciaio dedicata a Pietro Mascagni, nella sede dell'Istituto Superiore Musicale a lui intitolato.
Nel 1986 incontra a Ro di Ferrara il critico e storico dell'arte Vittorio Sgarbi  che afferma di aver scoperto in lui un nuovo Domenico Gnoli.
Nel 1988 in occasione del centenario della nascita di Giorgio De Chirico, è invitato ad esporre a Roma alla mostra «La Metafisica interpretata. Omaggio a De Chirico» organizzata dalla Fondazione Giorgio e Isa de Chirico. Tra le altre sono presenti opere di Carlo Guarienti, Jean-Pierre Velly e alcune sculture dello stesso De Chirico.
Nel 1989 soggiorna per la prima volta alle Hawaii dove dipinge la sua prima Tela bianca, dando inizio così ad un nuovo periodo artistico.
Nel 1998 conosce il critico statunitense Barbara Rose, moglie di Frank Stella dal 1961 al 1969, ed è inserito da Giunti Editore nel cd-rom Arte su Toulouse Lautrec, di cui disegna la copertina, in collaborazione con Edizioni La Repubblica.

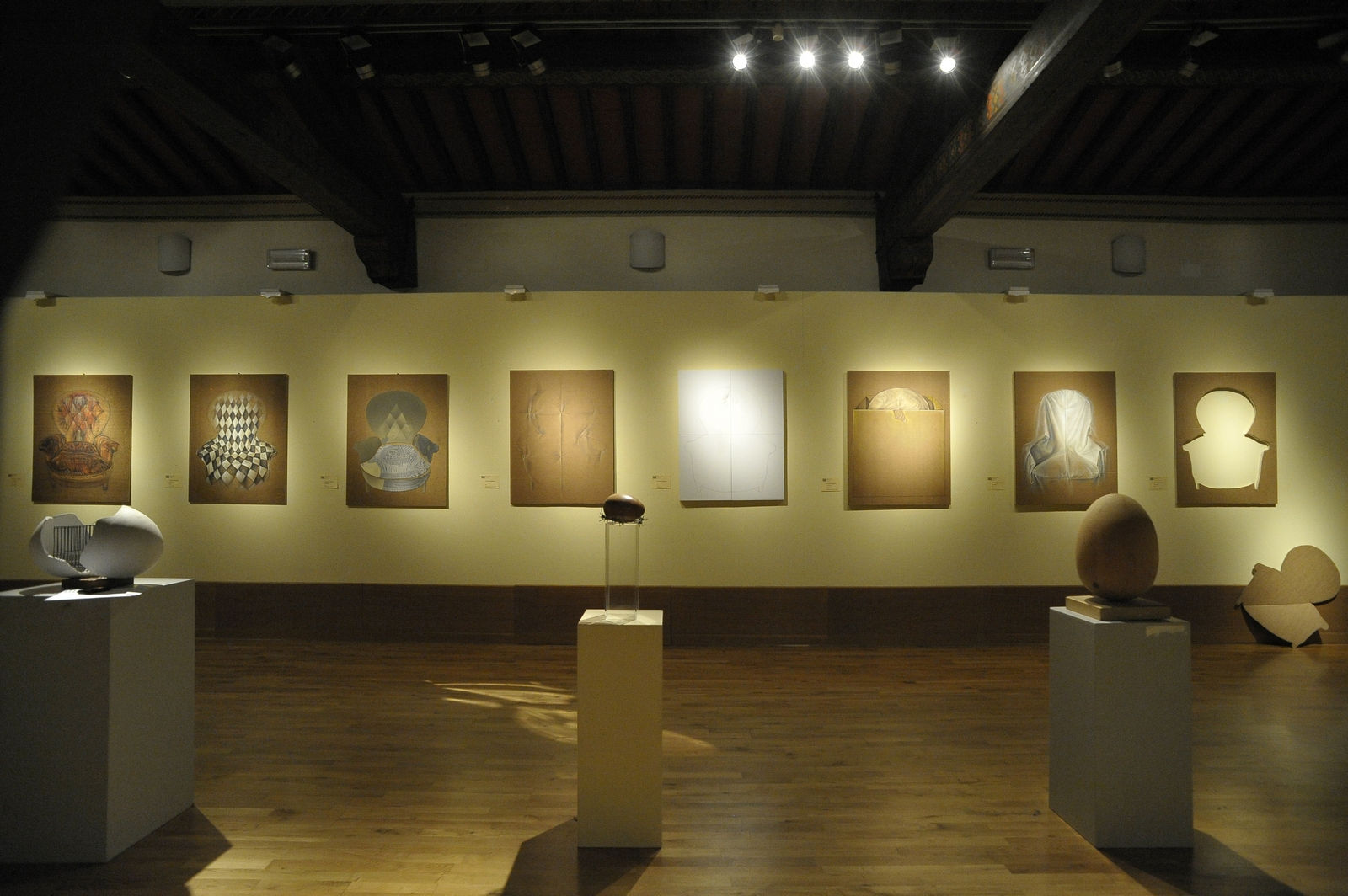
L'occhio del Silenzio, mostra di Antonio Vinciguerra al Museo Fattori di Livorno nel 2008

Nel 2002 cura la scenografia de Il perfezionista, un cortometraggio cinematografico del regista Rossano Vittori, premiato al Festival Europacinema di Viareggio.
Nel 2008 il Museo civico Giovanni Fattori di Livorno allestisce ai Granai di Villa Mimbelli una personale dal titolo «Antonio Vinciguerra: L'occhio del silenzio», curata da Alice Barontini, pubblicando un catalogo con la prefazione del poeta Luciano Luisi edito da Bandecchi & Vivaldi.
Nel 2020 presenta presso il Palazzo Granducale, sede della Provincia di Livorno, l'installazione Dal vuoto dell’assenza alla presenza che ci eleva, mentre presso la stessa sede nel 2021 presenta la mostra Memorie dell'invisibile. Nel 2022 esposizione all'interno di tre Atenei dell'Università di Pisa, 
Nel 2023 esposizione  nella Cripta dell'antichissima Chiesa di San Jacopo di Livorno dove già da anni risiedono il portale in bronzo e la pala pittorica dietro l'altare, il 25 aprile presenta alla celebrazione della liberazione in piazza del municipio di Livorno il dipinto:Via Tasso e nello stesso anno è il primo artista ad esporre nell'antica cripta di San Jacopo in Acquaviva a Livorno, con una mostra dal titolo Messaggi Salvifici, curata da Jacopo Suggi.
Nel 2024 espone a Palazzo Pontificio Roma. Nel maggio 2024 riceve il premio alla carriera Biennale di Venezia 60a Edizione.

## L'opera

### Dalla presenza all'assenza dell'uomo

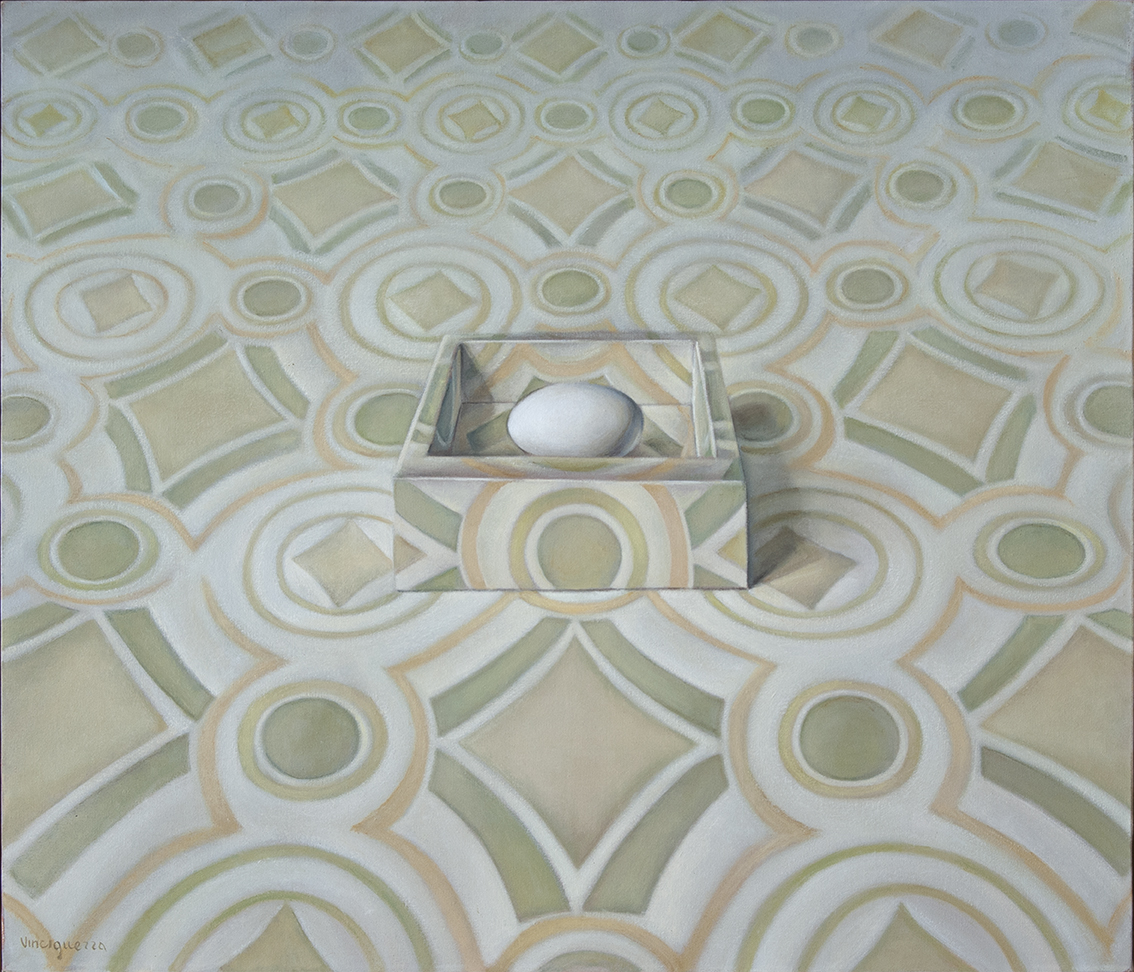
Un dipinto di Antonio Vinciguerra

Nei primi dipinti di Antonio Vinciguerra compare spesso come protagonista la figura umana che, in seguito, diventerà sempre più rara nelle opere dell'artista.
Negli anni settanta la tematica più apprezzata è quella della famiglia, vista come un rifugio intimo da opporre alla freddezza della realtà circostante.
In un contesto così intimista è significativa la scelta di utilizzare come tema principale di questo arco creativo la Maternità, evocata anche in seguito attraverso l'analisi sulla figura dell'uovo che affascina l'immaginario dell'artista per i suoi valori simbolici e per la forma chiusa, essenziale e mistica, dalla perfetta linearità.
A metà degli anni ottanta (e poi di nuovo per un breve periodo nel 2000) la poetica dell'artista si tinge di forti influenze metafisiche, mantenendo come costante rispetto alle opere precedenti il silenzio delle composizioni e l'attenzione per la banalità del quotidiano.
A trovare spazio sulle tele sono ora tovaglie e cuscini, divani e cornici, letti sfatti e sacchi dell'immondizia, indumenti trapuntati e armadi rivestiti con la carta da parati. Oggetti che l'artista isola e riproduce in chiave di una straniata oggettività, lasciando che siano i particolari a raccontare storie e a narrare situazioni, mostrando d'ogni cosa il volto più simbolico e onirico, legato alla memoria.
L'uomo scompare, tuttavia la sua presenza non viene mai meno. Nelle tele di Vinciguerra infatti è dipinta «la presenza dell'assenza» della figura umana che continua ad essere evocata nella posizione di una sedia in mezzo ad una stanza, nelle pieghe di una camicia gettata su un letto disfatto, nelle tende annodate e poi abbandonate o, ancora, in un tovagliolo piegato, in bilico su un ripiano.
Perché per l'artista dipingere un oggetto è come fare un ritratto ad una persona: quell'oggetto racconterà sempre di chi l'ha toccato, usato, amato o gettato.

### Uno sguardo ravvicinato sul mistero degli oggetti
Alla fine degli anni ottanta, Vinciguerra realizza il ciclo pittorico dei Cuscini e quello, altrettanto suggestivo, dei Sacchi di plastica.
Qui gli oggetti dimessi del vivere quotidiano, già indagati nel periodo più metafisico, diventano pian piano i protagonisti di un'analisi sempre più profonda e minuziosa, quasi a voler entrare nella materia per scoprirne i segreti, perdendosi in una lunga contemplazione che porta a vedere nuovamente l'oggetto sotto forme mutate. L'artista isola gli oggetti, li ingigantisce e, ingaggiando una sorta di poetica del dettaglio, fa occupare ad un solo particolare l'intera superficie della tela.
Una pittura, quella di Vinciguerra, che per la sua resa puntuale e meticolosa tradisce l'influenza dell'iperrealismo, ricordando per certi aspetti alcuni lavori dell'artista Domenico Gnoli. Anche se, rispetto a questi due riferimenti, Vinciguerra trova una formula personale. Nelle sue opere infatti l'attenzione per il dettaglio e per il particolare non risulta mai freddamente chirurgica ma si accende di vibrazioni calde che derivano probabilmente dal suo spirito toscano, che infiamma di sentimento il dipinto attraverso palpiti di pennello e sorprese di tocchi, gesti imprevisti e inebrianti giochi di luce.
Niente, dunque, in lui risulta mai raggelato o meramente oggettivo. Sopra i suoi cuscini s'intuisce che hanno riposato i corpi di chi ha passato lunghe ore di travaglio e di dolore, le sue lenzuola sono il perfetto teatro d'intense notti d'amore, i suoi sacchi raccontano tra le pieghe convulse le storie di chi ha gettato via una parte della sua vita.

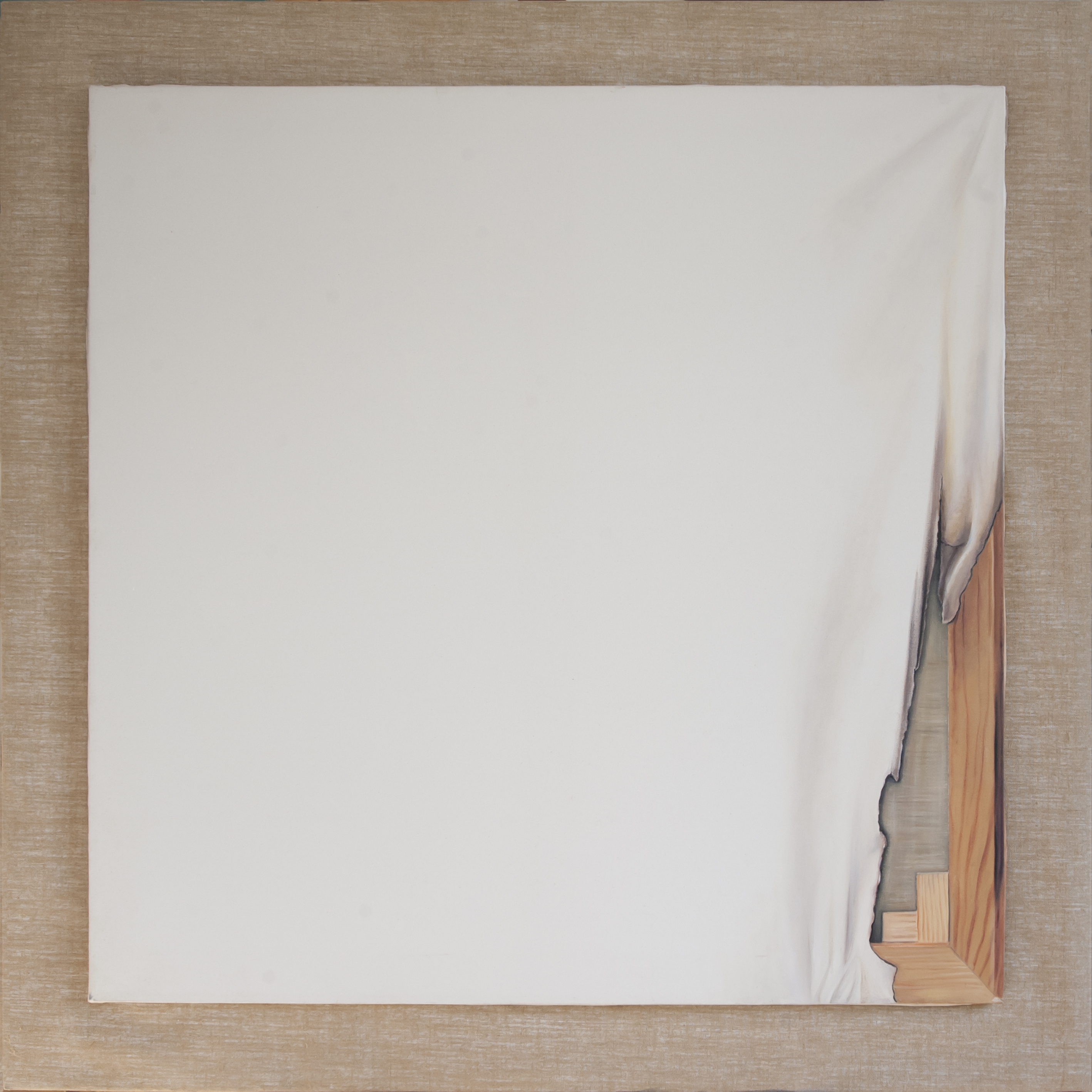
Una tela bianca, dipinta da Antonio Vinciguerra

### L'assolutezza delle tele bianche
Le prime Tele bianche sono realizzate da Vinciguerra agli inizi degli anni novanta. Si tratta di dipinti in cui prosegue l'indagine sulla materia già portata avanti con il ciclo dei Sacchi e dei Cuscini, avvalorando però questa ricerca con operazioni di stampo concettuale.
In queste opere infatti sceglie prima alcune tele in base al formato e al tessuto e poi interviene su di esse giocando con la fisicità del supporto. Così Vinciguerra ridipinge le tele ora mettendone in risalto il loro minimale candore ora riempiendole di bruciature e lacerazioni per lasciare intravedere il telaio. Ora delimitandole all'interno di cornici barocche ora componendole in un assemblaggio ritmato di altre tele. La particolarità di queste opere è che, a differenza di quanto farebbero altri concettuali, l'artista non utilizza mezzi extrapittorici come la fiamma ossidrica o il taglierino, una cornice vera e propria o un cavalletto su cui montare le composizioni. Vinciguerra non dimentica mai di essere un pittore e per creare apparenti terze dimensioni e nuove percezioni si serve dell'antico e sofisticato mezzo illusorio del trompe l'oeil, ingannando così l'occhio dell'osservatore e puntando l'attenzione sul disagio che un quadro ambiguo trasmette alla persona che lo guarda.
Un gioco ironico che risulta ancora più intelligente se si pensa che la tela è trattata fin dall'inizio come un oggetto da assecondare: la tela è dipinta ma ricalca nel formato e nel colore il tessuto sottostante, reale. Lo stesso vale per il telaio che, pur essendo raffigurato, potrebbe davvero esser lasciato intravedere da uno squarcio nella stoffa.
Ed è proprio questa coincidenza tra immagine effettiva e riproduzione pittorica, questo mantenere intatto il mistero della soglia tra realtà e pittura, ad innescare nello spettatore una nuova riflessione sul confine, non sempre coscientemente chiaro, tra l'arte e il vero.

### I materiali poveri
L'interesse per la materia che accompagna Vinciguerra fin dagli esordi lo spinge agli inizi del nuovo millennio a confrontarsi con «materiali poveri» e di scarto come tavole di legno e lamiere arrugginite: rifiuti della società, emblemi della caducità della vita che ora l'artista nobilita e rende immortali, svuotandoli della loro funzione più banale e quotidiana e trasformandoli invece in una sorta di simulacro.
In queste opere riprende l'indagine intorno ai confini tra realtà e rappresentazione iniziata con le Tele Bianche e, per realizzare i suoi lavori, parte dalla forma casuale delle venature del legno e dalle vibrazioni presenti nelle lamiere arrugginite, capaci di «far apparire» un'immagine all'artista che poi l'asseconda e la precisa con i pennelli. Le venature di un piano di legno possono così dar vita ad un cavalletto e la ruggine di una lastra metallica può offrire il disegno per la creazione di un portone.
In questo modo, attraverso una costante interrogazione della materia come fonte stessa dell'immagine, l'artista diventa allo stesso tempo creatore e spettatore delle fasi di sviluppo dell'opera, su cui prendono vita forme ed oggetti calati in un'atmosfera quasi soprannaturale, illuminati da una luce morbida, esaltata dal contrasto con l'ombra, che definisce i volumi avvolgendoli e scivolando sulle superfici. Ne escono fuori lavori sottilmente spiazzanti, surreali e quotidiani allo stesso tempo. Un'associazione d'immagini che obbliga chi guarda ad immergersi nell'ambiguità della visione.

### Gli accessi impossibili
Realizzato dal 2004, il ciclo degli Accessi impossibili pone al centro del suo essere uno dei leitmotiv più significativi di Vinciguerra, quello del fascino subito per il mistero.
In questa serie di opere, più che mai, l'artista vorrebbe squarciare il velo delle apparenze e cercare la profondità della superficie, dipingendo una serie d'aperture, d'ingressi, di fessure generanti l'aspettativa di un possibile varco che però, alla fine, si lascia solo intravedere, risultando inesorabilmente impenetrabile.
L'analisi attenta e quasi ossessiva dei ritmi delle pietre nel dipinto La Finestra, la resa puntuale delle venature della materia lignea nell'opera La porta, il disegno attento delle vibrazioni della ruggine, metodicamente ricercate e guidate in un altro, omonimo dipinto, non portano a risposte definitive ma conducono la ricerca dell'artista ad una conoscenza in negativo, immersa nell'oscurità di un «oltre» che resta tale.
Ed è questo uno degli aspetti più affascinanti di Vinciguerra: la volontà di realizzare un'arte indagatrice, che mira ad analizzare e ricercare e, allo stesso tempo, il lasciar trapelare l'amara consapevolezza della totale irrazionalità e incomprensibilità dell'esistenza. Così l'artista fa parlare gli oggetti, soffermandosi su di essi con insistenza ed intensità per guardarli, interrogarli e decifrarli. Salvo poi sospendere ogni cosa in un universo silenziosamente inquieto, in un mistero senza fine che avvolge l'opera e, allo stesso tempo, ne regge l'esistenza.

### I disegni
Incisivo, lineare, sinuoso. È il tratto di Antonio Vinciguerra che nei suoi disegni mette in luce tutta la sua abilità tecnica attraverso un segno deciso e sintetico. In mostra trovano spazio alcuni dei suoi soggetti preferiti, primi fra tutti quelli riguardanti la sfera dell'intimo: un tema già presente in alcuni dipinti degli anni settanta, di cui i disegni e i pastelli sono, in alcuni casi, veri e propri studi preparatori.
Ritorna l'universo degli affetti già tracciato con il ciclo delle Maternità, in cui dà vita ad una sorta di personale e spirituale microcosmo da opporre al gelo della realtà circostante. Qui l'artista ritrae con pastelli o schizzi veloci parenti e amici colti, quasi di nascosto, in momenti banali del quotidiano: la madre che dorme sulla poltrona, la moglie sdraiata sul divano, i ritratti dei figli ancora piccoli.
Un altro tema che ricorre spesso nei disegni di Vinciguerra è quello delle figure dei prelati, ritratti a volte con devozione spirituale, come avviene nei grandi pastelli dalle tonalità maestose che evidenziano l'imponenza e la monoliticità delle figure, altre volte, invece, disegnati con piglio quasi caricaturale per sorridere benevolmente dell'ossequio e delle formalità nel mondo religioso.
Infine, ampia è la produzione dei cosiddetti Disegni Erotici, in cui gioca e colloca le avventure tutte terrene dei suoi personaggi in un'antichità indefinita, in cui alla sensualità delle figure fa da contrasto una sottile e divertita ironia.

## Elenco delle principali sedi di opere pubbliche e di collezioni private
- Museum of Fine Arts, Boston
- The Frank V. de Bellis Collection, San Francisco
- Comune di Guadalajara
- Comune di Novorossijsk
- Museo Alternativo, Spina
- Abbazia di Montecassino
- Chiesa di San Jacopo in Acquaviva, Livorno
- Porta San Marco, Livorno
- Chiesa di Santa Lucia, Livorno
- Duomo di Livorno
- Villa Trossi Uberti, Livorno
- Villa Fabbricotti, Livorno
- Centro Sociale Mons. Roberto Angeli, Livorno
- Chiesa dei Cappuccini, Livorno
- Vescovato, Livorno
- Largo Cristian Bartoli, Livorno
- Chiesa di Santa Lucia Nuova, Livorno
- Complesso "A. Gherardesca", Livorno
- Santuario della Madonna di Montenero, Livorno
- Collezione Rosalba Ughi, Livorno
- Fondazione Cassa di Risparmi, Livorno
- F.J. Tytherleigh Italia, Livorno
- Cimitero della Misericordia, Livorno
- Museo civico Giovanni Fattori, Livorno
- Piazza del Municipio, Livorno
- Famor Italia, Livorno
- D'Alesio Group, Livorno
- Interporto toscano Amerigo Vespucci, Guasticce
- Ex-Asilo "Carlo Grabau", Livorno
- Collezione Franco Franchini, Rio nell'Elba
- Mo.C.A Contemporary Art, Montecatini Terme